# 熊口之战
熊口之战、又称熊口战斗，是1943年新四军与投降日军的和平建国军暂六师第二旅朱秉坤部进行的交战，最终新四军获取胜利，占领熊口镇，打通向东向南的通道。

## 背景
潜江熊口镇是新四军向南取监利、向东取汉阳、沔阳的必经之处。新四军李人林率部渡过襄河后，遭遇到伪六师第二旅朱秉坤部约2000人的阻碍。1943年，金亦吾率部在潜江向侵华日军投降，日军58师团将其整编为和平建国军暂编第6师，朱秉坤担任第二旅旅长。朱秉坤仗着日军支持，在熊口镇用两个团购建防御工事，并用另一个团驻扎新阳家场。为筹备熊口之战，中共潜江县委、中共江陵县委组织地下统战工作，并说服驻守在从丫角庙到荆沙一带活动的曾尚武部合作，并争取城内李正乾、营长王启瑞所部策应。

## 部署
新四军部署，由四十四团和军分区地方武装一部由浩口向南推进，四十五团两个营从徐李市赵家一带向北推进，对熊口进行包围。江陵三十团两个连在丫角方向监视荆沙敌人动向；荆潜地方武装围攻周矶据点沈锡庚部，牵制该部，并沿东荆河监视潜城日军驰援；李正乾部在徐李市、张金河一线待命，主要对付龙湾、余家埠之敌。

## 战斗
1943年6月6日夜，部队开始行动。7日凌晨，向熊口、周矶、新阳家场等据点发起攻击。周矶据点的沈锡庚部突破中共荆潜地方武装包围，向潜江县城方向逃跑。驻守熊口的两个团则持弟弟康，战斗进入相持战。同日上午9点，王启瑞率全营起义，空出北街防御阵地，四十四团一营乘势攻入街内。同时四十五团在街南头打开缺口，将伪军压至街北一角，伪军仍凭工事抵抗。十五旅一面进攻，一面通过李正乾、王启瑞在阵前喊话，逼迫朱秉坤于下午5点宣布投降，开赴指定的洪宋场集合待命。
6月9日夜，襄河地委襄南代表团在洪宋场召开专门会议，商议对朱秉坤的处置。与此同时，朱秉坤在秘密部署向长湖逃窜。随后会议决定强攻围剿。十五旅开赴洪宋场将朱部围歼，仅朱秉坤带随从逃走。至此熊口附近的阳家场、马家场、吴家场、周家矶等日伪据点均被拔除，新四军获取通向洪湖的通道。

## 影响
熊口之战歼灭了金亦吾部在江潜两县的主要军事力量，不久日军撤销伪六师编制。日军只能孤守潜江县城，而新四军获得除潜江县城外的江、荆、潜边界广大地区。之后新四军建立以熊口为中心的江潜边地区，成为襄南根据地巩固的中心区域。此役新四军剿灭伪军近3000人，缴获枪近2000支。熊口之战结束后，驻郝穴等地日军120余人对白鹭湖进行报复袭击，45团三营与日军交战留个小时，日军伤亡40余人。而新四军第五师对熊口伪军进行整编。6月15日，延安《解放日报》对此战进行嘉奖。同期当地民众建立荆潜县抗日民主政府，选举周美为县长。同时撤销荆潜工委，成立中共荆潜县委，李旭担任书记。